# MEKO型フリゲート

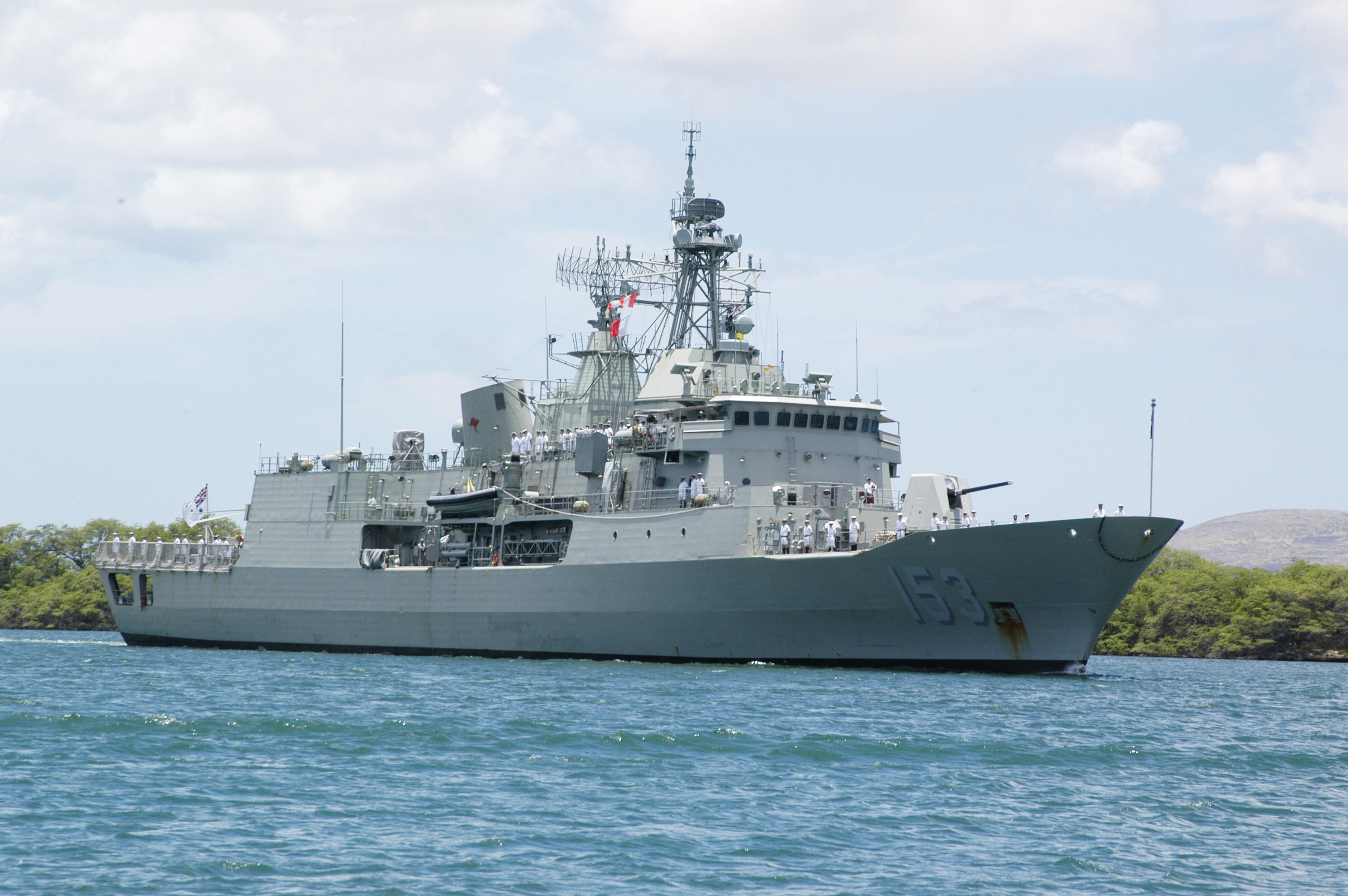
オーストラリア海軍 FFH-153「スチュアート」。MEKO 200 ANZAC型。もっとも同級艦が建造された艦級である。

MEKO型フリゲートは、ドイツのブローム・ウント・フォス（B+V）社によって設計された軍艦ファミリー。

## MEKO技術
MEKOとは「多目的組み合わせ」（MEhrzweck KOmbination）の略語で、兵器や電子機器、その他の装備品をモジュールとしてまとめることによって保守整備の手間やコストなどを低減させるコンセプトのことである。

### プラットフォーム
MEKO設計コンセプトでは、プラットフォームとなる船体がまず設計され、そこに各種の装備・艤装品のモジュールをはめこんでいくかたちになる。船体部分の設計は順次に改訂されており、レーダー反射断面積（RCS）や赤外線放射、水中放射雑音の低減策が講じられている。
内部構造においては、艦首尾方向に縦通する箱型桁材（ボックスガーダー）およびダブルスキン構造の主隔壁という特徴が連綿と踏襲されており、前者は被弾時の配線・配管類の保護という機能も兼ねており、残存性の向上に貢献している。また内部構造も順次に改訂されており、枢要部分に装甲が導入されているほか、消火主管や通風装置の配置も改良されている。

### モジュール
武器モジュールは、統一された基礎部材のほか、機種による差異を補整するためのプラスチック部材を使用して、船体に取り付けられる。この基礎に関する技術によって、モジュールの換装や再整合作業が容易になっている。マストもモジュール化されており、船体建造とは別工事でアンテナや関連装置が取り付けられる。またMEKO設計コンセプトでは、センサーや武器、電子機器だけでなく、推進機関や補助装置（空調や給排気系統など）のような船体固有の分野にまでモジュール化が適用される。
各モジュールは船体の建造段階とは独立に製造され、全ての構成部品や給排気系統、電子機器や必要な固定金具、基礎などの補強材が問題のないように取り付けられる。モジュールへの機器の取付作業は各センサーや武器製造企業の専門家によって行われ、広範囲な機能試験も実施される。陸上での詳細な試験を経て、モジュールが造船所に送られ、搭載されることになる。

## バリエーション
MEKO技術を用いて建造された艦は、船体規模に応じて、360型・200型（およびA200型）・140型・100型（およびA100型）の4形式が登場している。またこのほか、ドイツ海軍の艦でも部分的にMEKO技術が導入されている。

### MEKO 360型

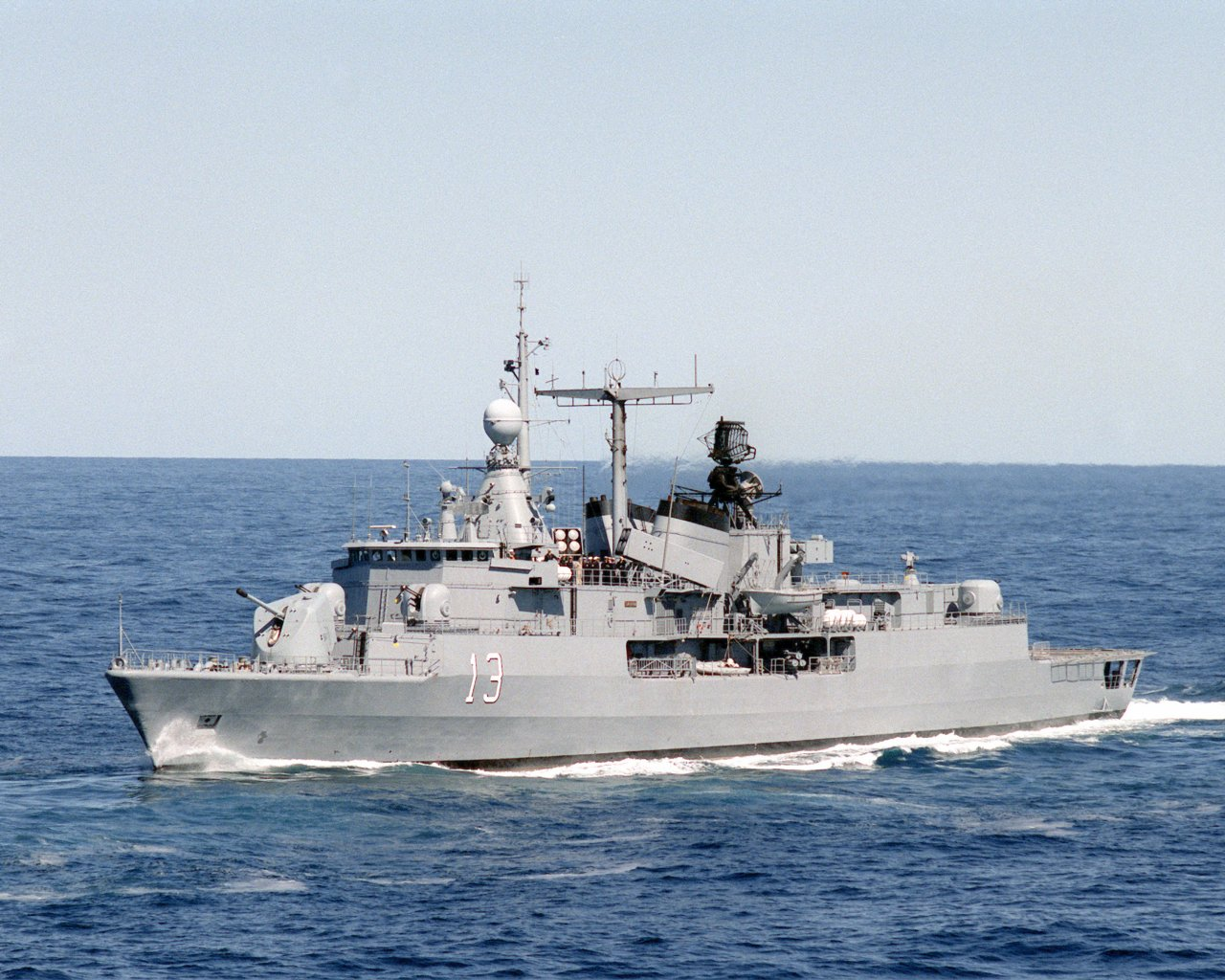
MEKO 360 H2（アルゼンチン海軍「サランディ」）

MEKOの名前を冠して最初に登場したのがMEKO 360型で、おおよそ満水排水量3,600トンを目安としている。最初にナイジェリア海軍向けに建造された「アラドゥ」は艦載ヘリコプター1機搭載のMEKO 360H1型、やや遅れてアルゼンチン海軍向けに建造されたアルミランテ・ブラウン級は2機搭載のMEKO 360H2型として設計されていたが、アルゼンチン海軍が計画を修正したため、実際にはアルミランテ・ブラウン級も1機搭載型として建造されている。

### MEKO 200型
MEKO 360型の建造実績を加味して、ほぼこれと同じ兵装を2,000トン級の船体に収めることを目指して開発されたのがMEKO 200で、最初にトルコ海軍向けに建造されたヤウズ級は2,800トンで計画され、満載排水量2,919トンで建造された。ただし3,360トンのMEKO 360型から一気に440トン以上のコンパクト化は無理があり、以後のMEKO 200はおおむね3,300－3,600トン程度となっている。この大型化にあわせて、フォークランド紛争の戦訓も踏まえて、枢要区画への装甲の導入など残存性の強化を図るとともにステルス性も向上させた「Mod.3」の設計へと移行した。
また南アフリカ海軍向けに建造されたヴァラー級からは、全面的に設計を改訂したMEKO A200に移行した。従来のMEKO 200が中央船楼型だったのに対し、MEKO A200では長船首楼型に移行するとともに、ステルス性も全面的に強化されている。

### MEKO 140型
MEKO 360をもとにスケールダウンしたような基準排水量1,400トンの小型フリゲートである。船型が小型であるため兵装の配置は変則的だが、格納庫を伸縮式とすることで小型艦ながらも艦載ヘリコプター1機の搭載能力を備えている。
ただしデッドスペースの発生が避けられないモジュール設計を適用するには船型過小だったようで、アルゼンチン海軍向けに1タイプ（エスポラ級）6隻が建造されたに留まった。

### MEKO 100型
MEKO A200と同時期に、次世代のコルベット級艦艇として開発されたのがMEKO A100であった。ただし、まずマレーシア海軍向けに建造されたケダー級は哨戒艦としての設計であり、MEKO 100 RMNと呼称された。またポーランド向けに建造されていた艦はMEKO A100と呼称されていたものの、予算不足などによって7隻の建造計画は中止され、この時点で建造途上だった「シュラザック」のみがOPVに設計変更されて建造されることになった。
ドイツ海軍向けに建造されたK-130型（ブラウンシュヴァイク級）もMEKO A100をベースとした設計を採用しているが、モジュール設計は廃止された。

### 123型・124型
MEKO 200型の流れを受けて、ドイツ海軍向けに開発されたのが123型（ブランデンブルク級）、124型（ザクセン級）である。特にザクセン級は、上記のMEKO A200とほぼ同時期に開発された。
なお、124型フリゲートをベースとしてイージスシステムを搭載したタイプが、次期防空駆逐艦としてオーストラリア海軍に対して提案された。

### コンセプト・スタディ
上記のような建造実績を踏まえて、B+V社ではMEKO技術を用いた新世代の艦を市場に提示している。
MEKO D型フリゲートでは、艦尾部分で最も船体幅が広くなる（上から見ると三角形となる）デルタ船型を採用することで凌波性・安定性の向上を図るとともに、上部構造物を前後に分割配置して残存性の向上を図っている。2000年代前半の時点では排水量約3,500トン・全長116メートルの案が提示されていたが、2009年の時点では、満載排水量5,000トン級のD500型および6,000トン級のD600型が検討されるようになっていた。
また2000年代中盤には、沿海域戦闘を想定したMEKO CSL（Combat Ship for Littoral）型も提案された。これは満載排水量2,750トン・全長108.8メートルで、当時はB+V社と同じティッセンクルップ・マリン・システムズ社の傘下にあったコックムス社のヴィスビュー級コルベットの技術を導入してステルス性の強化を図った。機関構成は顧客のニーズに応じて変更可能だが、ガスタービンエンジン2基によるCODAG方式の場合は最大速力45ノットと計画されていた。
このCSLと同時に、強襲揚陸艦モデルとしてMHD-150が発表された。これは排水量15,000トン・全長182メートルで、全通飛行甲板上の5か所に加えて、一段下がった艦尾甲板上にも1か所のヘリコプター発着スポットを設定でき、格納庫にはNH-90輸送ヘリコプター9機を格納可能、上陸部隊776名乗艦可能とされていた。排水量20,000トン・全長190メートルと一回り大型のMHD-200はロシア海軍に対して提案されたが、露仏関係を踏まえて、フランスが提案したミストラル級強襲揚陸艦派生型が採択される結果となり、MHD-200は落選した。後には、MHD 200をもとにしたドック型輸送揚陸艦モデルとしてMESHD（Expeditionary Support Multi Role Helicopter Dock）も登場した。

### 運用状況
| 型名             | 級名                   | 運用国                            | 隻数   | 就役      | 全長 (m) | 全幅 (m) | 吃水 (m) |
| ---------------- | ---------------------- | --------------------------------- | ------ | --------- | -------- | -------- | -------- |
| MEKO 360 H1      | アラドゥ               | ナイジェリア                      | 1      | 1981      | 125.60   | 15.00    | 5.80     |
| MEKO 360 H2      | アルミランテ・ブラウン | アルゼンチン                      | 4      | 1983-1984 | 125.90   | 14.00    | 5.80     |
| MEKO 140 A16     | エスポラ               | アルゼンチン                      | 6      | 1985-2002 | 91.20    | 11.00    | 3.33     |
| MEKO 200 TN      | ヤウズ                 | トルコ                            | 4      | 1987-     | 110.50   | 14.20    | 4.14     |
| MEKO 200 PN      | ヴァスコ・ダ・ガマ     | ポルトガル                        | 3      | 1991-     | 115.90   | 14.80    | 4.10     |
| MEKO 200 HN      | イドラ                 | ギリシャ                          | 4      | -1992     | 117.00   | 14.80    | 4.10     |
| F 123            | ブランデンブルク       | ドイツ                            | 4      | 1994-1996 | 138.85   | 16.70    | 4.35     |
| MEKO 200 TN II-A | バルバロス             | トルコ                            | 2      | 1995-     | 116.70   | 14.80    | 4.10     |
| MEKO 200 ANZAC   | アンザック             | オーストラリア & ニュージーランド | 10     | 1996-     | 118.00   | 14.80    | 4.10     |
| MEKO 200 TN II-B | サーリヒレイス         | トルコ                            | 2      | 1998-     | 118.00   | 14.80    | 4.30     |
| F 124            | ザクセン               | ドイツ                            | 3      | 2002-     | 143.00   | 17.44    | 4.86     |
| MEKO A-200 SAN   | ヴァラー               | 南アフリカ共和国                  | 4      | 2006-     | 121.00   | 16.34    | 5.95     |
| MEKO 100 RMN     | クダ                   | マレーシア                        | 6      | 2004-     | 91.10    | 12.85    | 3.40     |
| K 130            | ブラウンシュヴァイク   | ドイツ                            | 5      | 2007-     | 88.75    | 12.80    | 3.40     |
| MEKO A-200AN     | エル・エルラディ       | アルジェリア                      | 2 (+2) | 2016-     | 121.00   | 16.34    | 5.95     |
| MEKO A-100       | シュラザック           | ポーランド                        | 1      | 2019-     | 95.20    | 13.30    | 3.60     |
| MEKO A-200       | アル・ズバラ           | エジプト                          | 0 (+4) | 未就役    | 121.00   | 16.34    | 5.95     |